# Sergiusz Fłorinski
Sergiusz, Siergiej Fiodorowicz Fłorinski (ur. 4 marca 1873 w Suzdalu, zm. 26 grudnia 1918 w Rakvere) – rosyjski duchowny prawosławny, święty nowomęczennik czczony w Estońskim Kościele Prawosławnym.

## Życiorys
Był synem Fiodora Fłorinskiego, kapłana służącego w cerkwi Świętych Kosmy i Damiana w Suzdalu. W 1893 r. ukończył seminarium duchowne we Włodzimierzu, po czym przez siedem lat pracował jako nauczyciel w szkole ziemskiego w Jaksajewsku, oczekując na zwolnienie się etatu w jednej z parafii. Dopiero w 1900 r. wyznaczono dla niego etat jednego z kapelanów 151 Piatigorskiego pułku piechoty. Święcenia kapłańskie przyjmował jako duchowny żonaty, gdyż w 1900 r. poślubił Jelizawietę Smolenską, córkę kapelana pułku ułanów lejbgwardii. Święceń kapłańskich udzielił mu 5 marca 1900 r. w soborze św. Izaaka w Petersburgu biskup gdowski Beniamin. Ks. Fłorinski służył następnie w cerkwi pułkowej w Berezie Kartuskiej.
Kapelan udał się razem z pułkiem na wojnę rosyjsko-japońską, otrzymując za służbę na froncie order św. Anny III stopnia oraz pamiątkowy brązowy medal na wstążce aleksandrowsko-gieorgijewskiej. Ponownie służył jako kapelan swojego pułku podczas I wojny światowej, otrzymując za służbę drugi order św. Anny III stopnia, order św. Włodzimierza IV stopnia i złoty krzyż napierśny.
22 czerwca 1917 r. został przeniesiony do służby w szpitalu polowym w Wezenbergu (Rakvere). Służył w nim do lutego 1918 r., gdy ziemie estońskie znalazły się pod okupacją niemiecką, a dawny rosyjski szpital wojskowy rozformowano. Niemieckie władze objęły prawosławnych kapłanów szczególnym nadzorem, zakazując duchownemu wyjazdu z okupowanej Estonii.
19 grudnia 1918 r., gdy władzę w Rakvere po raz drugi przejęli bolszewicy (Estońska Komuna Ludu Pracującego), ks. Fłorinski został aresztowany jako osoba związana z Imperium Rosyjskim, „przedstawiciel reakcyjnego reżimu”. Nie został postawiony przed sądem, a jedynie przesłuchany; podczas przesłuchania stwierdził, że jego winą jest przynależność do stanu kapłańskiego, do czego się otwarcie przyznaje. 26 grudnia 1918 r. duchowny został rozstrzelany w zbiorowej egzekucji. Na miejscu tym ustawiono kamień pamiątkowy.
Po klęsce bolszewików w wojnie estońsko-bolszewickiej ciało duchownego ekshumowano i powtórnie pochowano na cmentarzu miejskim obok kaplicy, przy której chowano duchownych służących w cerkwi Narodzenia Matki Bożej w Rakvere.

## Kult
W 2002 r. Sergiusz Fłorinski został kanonizowany jako jeden z soboru Świętych Nowomęczenników i Wyznawców Rosyjskich, zaś w roku następnym jego szczątki zostały ekshumowane i wystawione jako relikwie dla kultu w cerkwi w Rakvere. W literaturze hagiograficznej jest nazywany Sergiuszem z Rakvere. Duchowny należy również do Soboru Świętych Ziemi Estońskiej. Jego ikona z cząstką relikwii znajduje się w soborze św. Aleksandra Newskiego w Tallinnie.